# Delsbo
Delsbo – miejscowość (tätort) w Szwecji, w regionie administracyjnym (län) Gävleborg, w gminie Hudiksvall.
Według danych Szwedzkiego Urzędu Statystycznego liczba ludności wyniosła: 2185 (31 grudnia 2015), 2275 (31 grudnia 2018) i 2262 (31 grudnia 2019).